# Орцханов, Зайт Саитович
Зайт Саитович Орцханов (ингуш. Орцханаькъан Саӏида Зайт; род. 4 апреля 1985, Грозный) — российский ингушский государственный деятель, глава Магаса (2023—н. в.).

## Биография
Родился 4 апреля 1985 года в Грозном.
В 2008 году окончил юридический факультет Самарского государственного университета по специальности «юриспруденция».
В 2008—2010 годах работал в ведомственных структурах Самарской области.
В 2010—2011 годах служил в Вооружённых силах России.
В 2011—2013 годах являлся начальником отдела по развитию транспортного комплекса Комитета промышленности, транспорта, связи и массовых коммуникаций Ингушетии.
В 2013—2020 годах работал в следственных и оперативных подразделениях МВД России по Ингушетии.
В 2020—2022 годах руководил региональным исполнительным комитетом партии «Единая Россия».
В 2022—2023 годах являлся заместителем главы Магаса. С 3 февраля 2023 года исполнял обязанности главы Магаса. 25 апреля 2023 года Городским советом депутатов Магаса избран в качестве главы Магаса.